# Matsuyama (Ehime)
Pour les articles homonymes, voir Matsuyama.
Matsuyama (松山市, Matsuyama-shi) est une ville du Japon, capitale de la préfecture d'Ehime, sur l'île de Shikoku.

## Géographie

### Démographie
En 2018, Matsuyama comptait 510 963 habitants, répartis sur une superficie de 429,03 km2 (densité de population de 1 200 hab./km2). Elle est la ville la plus peuplée de la préfecture d'Ehime et de l'île et région de Shikoku.

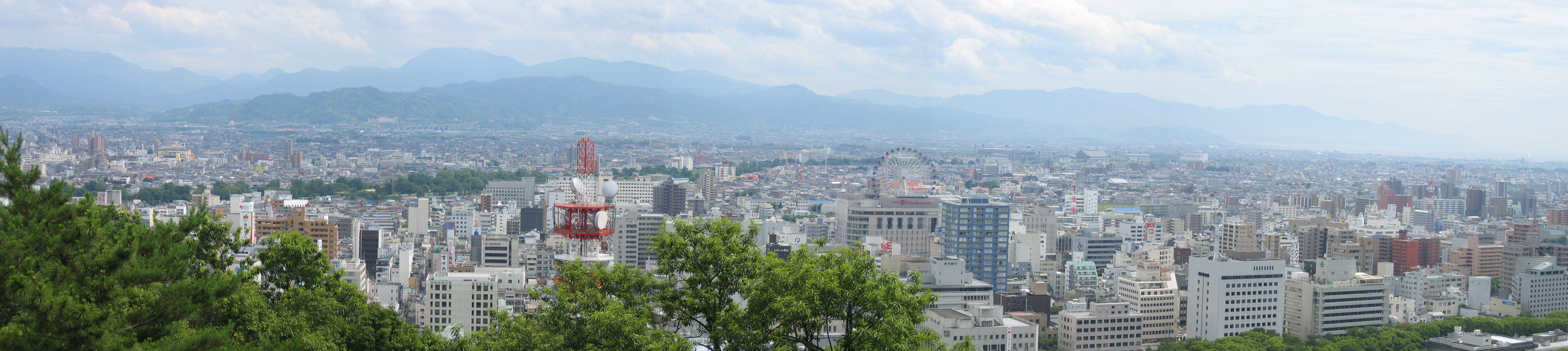
Vue panoramique de la ville depuis le château de Matsuyama.

## Histoire
En 1732, la famine de l'ère Kyōhō (1716-1736) fait 3 489 morts, la production de riz passe de 120 000 koku à une quantité négligeable.
Matsuyama  a été fortifiée au début du XVIIe siècle. En 1945, sa base aérienne abrite le 343 kōkūtai de l’aéronautique de la Marine impériale japonaise.
Natsume Sôseki s'installe à Matsuyama en 1895. Il évoque cette cité dans Botchan, célèbre roman publié en 1906 et qui marque le début de la littérature japonaise moderne.

## Transports
La ville de Matsuyama possède un réseau de tramways composé de cinq lignes.
La gare de Matsuyama permet de relier la ville à Takamatsu et à Okayama.

## Culture locale et patrimoine

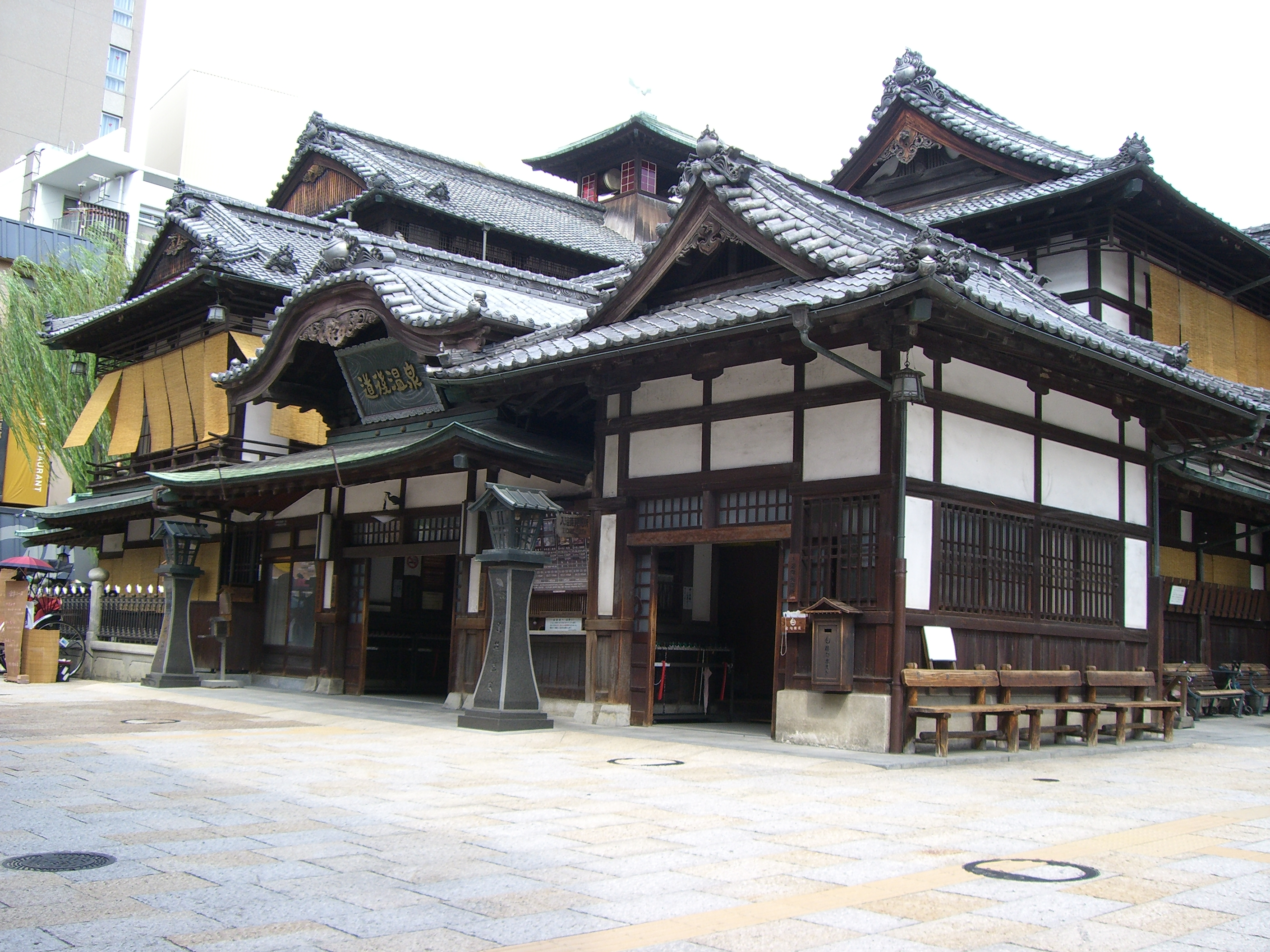
Dogo onsen Hot Spring, bâtiment principal.

### Patrimoine architectural
Matsuyama possède de nombreux sites historiques, notamment le château de Matsuyama, bâti en 1603. Huit temples du pèlerinage de Shikoku se trouvent sur le territoire de la ville.

### Événements
Les festivals traditionnels Matsuyama matsuri et Matsuyama-minato matsuri ont lieu chaque année dans la ville.
Le film Give It All (Ganbatte ikimasshoi), réalisé par Itsumichi Isomura en 1998, a été tourné à Matsuyama.

## Jumelages
- Fribourg-en-Brisgau (Allemagne) depuis le 18 août 1981
- Sacramento (États-Unis) depuis le 4 avril 1989
- Pyeongtaek (Corée du Sud) depuis le 25 octobre 2004

## Personnalités liées à la ville
- Hideki Matsuyama, golfeur japonais, né le 25 février 1992 à Matsuyama.
- Sokotsu Samukawa (1875-1954), poète, né à Matsuyama.
- Shiki Masaoka (1867-1902), poète connu sous le nom de Shiki, né à Matsuyama, a donné une vie nouvelle au haïku.
- Shuhei Fujioka (né en 1947), potier japonais.
- Kenji Ōba (né en 1955), acteur japonais.